# Конрад VII фон Ербах
Конрад VII фон Ербах (на немски: Konrad VII von Erbach; * ок. 1360; † 23 юни 1423) е наследствен шенк на Ербах.

## Биография
Той е син на шенк Конрад IV фон Ербах (* пр. 1348; † 18 март 1390) и съпругата му Анна фон Бруке († 22 май 1370), дъщеря на Йохан фон Бруке и Анна фон Хенеберг. Брат е на Йохан II шенк фон Ербах († 1418) и на Маргарета фон Ербах († 19 август 1396), омъжена за шенк Конрад V фон Ербах-Ербах († 1381) и за Конрад VI фон Бикенбах († 1429).
Конрад VII фон Ербах е домхер във Вюрцбург (1383 – 1391) и в Майнц (1386 – 1411). Умира на 23 юни 1423 г. и е погребан в Михелщат.

## Фамилия
Конрад VII фон Ербах се жени за Агнес фон Ербах-Ербах (* ок. 1395; † сл. 1423), дъщеря на шенк Еберхард VIII фон Ербах-Ербах († 1373) и графиня Елизабет фон Катценелнбоген († 1385). Те имат децата:
- Филип I фон Ербах (* пр. 1425; † 20 януари 1461), шенк на Ербах, Райхенберг, Курмайнц, съветник 1453, женен пр. 1441 г. за Лукарда фон Епенщайн († 1477), дъщеря на Еберхард II фон Епщайн-Кьонигщайн († 1443) и Анна фон Кронберг († 1442)
- Маргарета фон Ербах († 20 май 1448), омъжена за Йохан III фон Ербах († 8 февруари 1458), син на шенк Еберхард X фон Ербах в Ербах
- Елизабет († сл. 1458)